# 박경리 문학공원
박경리 문학공원(朴景利文學公園; Pak Kyongni Literature Park)은 강원특별자치도 원주시 토지길 1에 위치한 문학공원이다.
박경리가 1980년 서울을 떠나 《토지》의 4부와 5부를 완결한 단구동의 옛집이 1989년 토지개발계획으로 없어질 위기에 처하자 한국토지공사에서 공원부지로 전환, 1997년 9월 착공하여 1999년 5월에 완공하였다. 박경리의 옛집과 정원을 모두 원형대로 보존하였고 공원은 소설 토지의 배경에서 따온 용두레벌, 평사리 마당, 홍이동산 등 3개의 테마공원으로 지어졌다.

## 시설

### 박경리문학의 집
박경리의 유품과 영상자료가 전시된 공간이다.

#### 관람안내
- 휴관일 : 1월 1일/설날/추석/매월 넷째주 월요일
- 관람 및 해설 시간 : 10:00~17:00

#### 소장자료[1]
- 유물 및 유품(자필원고 490점, 책상 3점, 의복 10점)
- 도서 1,934권
- 기타물품(빔 프로젝터 3, 노트북 1등)

#### 행사안내[1]
- 인문학강좌 : 동화토지학교, 청소년토지학교, 소설토지학교, 토지한국사학교, 동화로 풀어보는 인문학교실
- 문학강연회 : 그림책작가 초청강연회, 작가와의 대화, 여성문화특강, 청소년 특강, 시낭송특강, 독서교육과 독서치료특강
- 전시행사 : 문인협회/원주여성문학인회 등 문학동호인들의 작품전
- 콘서트 : 박경리 북콘서트, 동화콘서트
- 대회 : 박경리문학공원 UCC공모전, 나도 박경리문학공원의 이야기꾼, 시조백일장
- 그림책 행사 : 그림책 한마당잔치, 그림책 작가 초청 강연회, 맛있는 책읽기
- 소설토지의 날 행사 : 문학포럼, 서사음악극, 시상식 등

### 박경리 옛집
박경리가 18년간 살았던 공간으로 소설 《토지》를 완성한 곳이다. 입구에는 박경리의 손자를 위해 손수 만든 연못이 있고, 마당 한켠에는 박경리가 가꾸었던 텃밭이 남아있다. 건물 원형이 그대로 보존되어 있으며, 1층은 박경리가 생활하던 모습을 그대로 재현하였고, 2층은 문학인들을 위한 사랑방으로 활용 중이다.

### 평사리마당
평사리는 박경리의 소설 《토지》에 등장하는 주인공들의 고향이다. 평사리마당은 소설 속에 표현된 섬진강 선착장과 둑길 등을 조성한 공간이다.

### 북카페
책을 대여할 수 있는 1층의 휴게공간과 일제강점기 교과서와 희귀자료가 전시된 2층으로 공간이 구성되어 있다.

### 홍이동산
소설 《토지》 속의 아이 주인공인 홍이에서 따온 공간으로 아이들이 마음껏 뛰놀 수 있는 동산이다.

### 용두레벌
소설 《토지》 2부의 주요배경지인 용두레벌을 재현한 공간이다. 

## 같이 보기
- 문학관
- 박경리
- 박경리문학상
- 토지 (소설)

## 참고 주소
- 박경리 문학공원 홈페이지